# Аскью, Брэд
Брэ́дли «Брэд» А́скью (англ. Bradley «Brad» Askew; род. 4 апреля 1962, Мус-Джо, Саскачеван) — канадский, затем шотландский кёрлингист и тренер по кёрлингу.
В качестве национального тренера Ассоциации кёрлинга Чехии участник зимних Олимпийских игр 2022 (смешанная парная сборная Чехии заняла шестое место).

## Результаты как тренера национальных сборных
| Год  | Турнир                                                     | Сборная                                                   | Место |
| ---- | ---------------------------------------------------------- | --------------------------------------------------------- | ----- |
| 2011 | Кёрлинг на зимней Универсиаде 2011                         | Великобритания (женщины)                                  | 1     |
| 2012 | Зимние юношеские Олимпийские игры 2012 (смешанные команды) | Великобритания                                            | 10    |
| 2012 | Зимние юношеские Олимпийские игры 2012 (смешанные пары)    | Япония (Мидзуки Китагути) · Великобритания (Томас Мюрхед) | 17    |
| 2012 | Зимние юношеские Олимпийские игры 2012 (смешанные пары)    | Великобритания (Рэйчел Ханнен) · Чехия (Марек Черновский) | 9     |
| 2015 | Чемпионат Европы по кёрлингу 2015                          | Чехия (мужчины)                                           | 9     |
| 2017 | Чемпионат мира по кёрлингу среди юниоров (группа Б) 2017   | Чехия (юниоры муж.)                                       | 9     |
| 2017 | Чемпионат мира по кёрлингу среди юниоров (группа Б) 2017   | Чехия (юниоры жен.)                                       | 5     |
| 2017 | Чемпионат мира по кёрлингу среди смешанных пар 2017        | Чехия (смешанная пара)                                    | 4     |
| 2018 | Чемпионат мира по кёрлингу среди смешанных пар 2018        | Чехия (смешанная пара)                                    | 10    |
| 2019 | Зимний Европейский юношеский Олимпийский фестиваль 2019    | Чехия (юниоры смеш. команда)                              | 9     |
| 2019 | Кёрлинг на зимней Универсиаде 2019                         | Чехия (мужчины)                                           | 6     |
| 2019 | Чемпионат мира по кёрлингу среди смешанных пар 2019        | Чехия (смешанная пара)                                    | 5     |
| 2022 | Зимние Олимпийские игры 2022                               | Чехия (смешанная пара)                                    | 6     |
| 2022 | Чемпионат мира по кёрлингу среди смешанных пар 2022        | Чехия (смешанная пара)                                    | 13    |

## Частная жизнь
Родился и вырос в канадской провинции Саскачеван, там же в школьные годы начал заниматься кёрлингом. Как художник и театральный оформитель окончил Альбертский университет (Эдмонтон). В 1986 поехал в Великобританию поработать в нескольких лондонских театрах, через 2 года иммигрировал из Канады в Великобританию, до 2003 работал театральным художником в лондонском театре Questors National Amateur Theatre. В 2003 переехал из Лондона в Шотландию, там продолжил заниматься фотографией (в частности, создал фотографии с ведущими кёрлингистками мира для кёрлинг-календаря на 2012 год, изданного в благотворительных целях и для популяризации кёрлинга) и одновременно стал ведущим тренером Ассоциации кёрлинга Шотландии (англ. en:Royal Caledonian Curling Club), тренировал ведущие шотландские клубные команды, а также некоторые национальные сборные Великобритании. В 2015, продолжая оставаться британским гражданином, переехал в Чехию, стал национальным тренером Ассоциации кёрлинга Чехии, одновременно продолжает заниматься художественной фотографией и другими видами изобразительного искусства.